# Khu thắng cảnh Vũ Di Sơn
Khu thắng cảnh Vũ Di Sơn nằm ở thành phố Vũ Di Sơn, tỉnh Phúc Kiến, Trung Quốc. Thắng cảnh này là một phần quan trọng của Dãy núi Vũ Di được UNESCO công nhận là Di sản thế giới. Đây cũng là một trong số ít đô thị tại Trung Quốc thúc đẩy phát triển kinh tế kèm với du lịch bền vững.
Vũ Di Sơn không phải là một ngọn núi độc lập mà là dãy các đồi thấp kiểu Địa mạo Đan Hà điển hình. Đỉnh chính của dãy núi là Hoàng Cương Sơn cao 2158 mét, là đỉnh cao nhất Đông Trung Quốc. Tại đây có một con sông chảy về phía đông tạo thành những khúc cua uốn lượn. 
Nơi đây được định cư từ thời đại đồ đồng có thể thấy qua dấu tích tại Vũ Di Sơn Nhai Mộ Quần. Vào thời nhà Tây Hán, Hán Vũ Đế đã gửi sứ thần đến đây để lập bàn thờ để thờ thần núi Vũ Di Quân. Tên của dãy núi được đặt theo tên đó. 
Núi Vũ Di hoàn toàn không có dấu tích xây dựng của con người, tất cả đều do thiên nhiên ban tặng. Khu thắng cảnh núi Vũ Di dài 60 km, nổi tiếng bởi địa thế của vùng đất Đan Hạ, xung quanh bao bọc bởi núi và nước, có nhiều đỉnh núi có hình thù kỳ quái, được gọi là "Tam tam, lục lục". "Tam tam" nghĩa là 3x3=9, chín khe suối nước trong xanh. 6x6=36, 36 đỉnh núi cao chọc trời. Trong đó, nổi tiếng nhất là đỉnh Đại Vương, đỉnh Ngọc Nữ và đỉnh Thiên Du... Thế núi đa dạng và phong phú.